# Síndrome de Weber
A síndrome de Weber (hemiplegia alterna superior, síndrome alterno superior de Weber ou paralisia peduncular) é caracterizada pela presença de uma paralisia do nervo oculomotor (III) homolateral e hemiparesia ou hemiplegia contralateral.
Esta síndrome acontece por uma lesão no mesencéfalo, que lesa o núcleo do nervo oculomotor (III) e a via piramidal, ocasionando paralisia do III par (ptose palpebral, diplopia e desvio externo do olho) homolateral e hemiparesia/hemiplegia contralateral (uma vez que as fibras ainda não decussaram), respetivamente.
Não deve ser confundida com síndrome de Sturge-Weber ou síndrome de Klippel-Trenaunay-Weber.